# Banca di Legnano
La Banca di Legnano SpA è stato un istituto di credito fondato a Legnano l'11 giugno 1887 che disponeva di 117 filiali BL e 93 CRAe facente parte del gruppo BPM; il 14 settembre 2013 si è fuso con la Banca Popolare di Milano.
Fino al 14 settembre 2013 poteva contare su di un capitale sociale pari a 472.573.272 euro diviso in azioni del valore di 1 € ciascuna.

## Storia

Largo Tosi (all'epoca "via Tosi") angolo con via Crispi nel 1919. Sulla sinistra, prima dell'incrocio con via Crispi, la sede storica della Banca di Legnano, poi demolita e sostituita da un edificio moderno, mentre sulla destra si intravede il muro degli argini dell'Olonella, diramazione naturale dell'Olona successivamente interrata

Largo Tosi verso Palazzo Malinverni a Legnano nel 1920. Sulla destra, la sede storica della Banca di Legnano

Venne fondata come Società Anonima l'11 giugno 1887, con un capitale di 300.000 Lire frazionato in 1.500 azioni del valore di 200 Lire ognuna. I soci fondatori furono Antonio Bernocchi, Eugenio Cantoni, Gaetano ed Antonio Muttoni, Giovanni De Martini, Costanzo Canziani e Guido Bossi.
La banca aprì al pubblico il 16 gennaio 1888 in un edificio ubicato in corso Sempione a Legnano. Nel 1899 la banca trasferì la sua sede in largo Franco Tosi, sempre a Legnano, in un complesso che fu in seguito demolito e ricostruito nello stesso luogo. Nel 1905 la banca di Legnano aumentò per la prima volta il suo capitale, raggiungendo il milione e mezzo di lire. Nei decenni successivi aprì le prime sue succursali: Parabiago (1906), Castellanza (1908), San Vittore Olona (1910), Rho e Busto Garolfo (1922), Nerviano (1928), Inveruno e Lainate (1933), Cuggiono (1939) e Canegrate (1946).
Fu poi per quasi quarant'anni di proprietà della Banca Commerciale Italiana, fino alla fusione di quest'ultima con Banca Intesa, avvenuta nel maggio 2001, quando nacque Intesa BCI. Il mese seguente, Intesa BCI cedette il pacchetto di controllo alla Banca Popolare di Milano.

## L'istituto di credito
Si trattava di una banca a forte carattere locale, completamente orientata al retail banking con 808 dipendenti impiegati nelle 117 filiali (di cui 25 fornite dalla stessa BPM), dislocate in Lombardia (99) e in Piemonte (18), più precisamente:
- 49 nella provincia di Milano
- 32 nella provincia di Varese
- 14 nella provincia di Como
- 13 nella provincia di Novara
- 5 nella provincia di Verbania
- 4 nella provincia di Monza e della Brianza

Il 13 febbraio 2012 Banca di Legnano incorporò la Cassa di Risparmio di Alessandria, anch'essa del Gruppo Banca Popolare di Milano, acquisendo così le sue 93 filiali:
- 64 nella provincia di Alessandria
- 6 nella provincia di Asti
- 6 nella provincia di Savona
- 5 nella provincia di Genova
- 4 nella provincia di Torino
- 3 nella provincia di Cuneo
- 3 nella provincia di Vercelli
- 2 nella provincia di Imperia

Il 4 dicembre 2012 venne approvato il progetto di fusione concernente l'incorporazione di BDL in Banca Popolare di Milano, realizzatasi il 14 settembre dell'anno dopo.